# حكايات نيئة
حكايات نيئة هي مجموعة قصصية للكاتب و الشاعر التونسي وليد الفرشيشي، صدرت في 2016 عن دائرة الثقافة والإعلام في الشارقة، الإمارات العربية المتحدة .
هي مجموعة قصصة أو حكايات من الواقع التونسي، يسرد فيها الكاتب الواقع السياسي في البلاد، جرائم النظام السياسي و ماضيه الأسود مع الشعب التونسي، كما يكشف الكاتب الضوء على مختلف المشاعر الإنسانية .